# جمرايا
جمرايا هي قرية تقع في منطقة قدسيا بمحافظة ريف دمشق في جنوبي سوريا. تقع جمرايا على مسافة 8 كيلومترات إلى الشمال الغربي من مدينة دمشق، خلف جبل قاسيون وهي قرية بالقرب من دمشق. تقع جمرايا بين الهامة وبلدة قدسيا إلى الجنوب وأشرفية الوادي إلى الشمال. تبعد مسافة 15 كيلومتر عن الحدود اللبنانية.
كانت بيوتها القديمة ذات طراز ريفي تقليدي من الطين والخشب. يعمل سكان القرية بالزراعة لأراضي تمتد 400 هكتار تروى من الينابيع التي تكثر في المنطقة، تنتج الزيتون والمشمش والخوخ والخضار والحبوب، تشرب من شبكة مائية يغذيها نبع عين الفيجة.
ترتبط بدمشق بالطريق السريع للمتحلق الشمالي بوساطة جسر الهامة العالي وأهم المشاريع الموجودة في جمرايا. من أهم العائلات التي تقطن البلدة القديمة هي عائلة آل كريكر وآل أبو الهدى القادري وآل مهرة وآل خلاف والحنفي وفي السنوات الأخيرة تم الامتداد العمراني للقرية مما أخلّ بالبنية الزراعية والبيئية للقرية.

## تاريخ القرية
يعود تاريخها إلى العصور القديمة حيث أنها كانت تلقب بدرة قرى وادي بردى لجمالها وجمال طبيعتها وكان يعتمدها الرومانيين والأمويين والفينيقين للترفيه عن أنفسهم في فصل الصيف وأيام الإجازات والمهرجانات، ومن ثم اتخذها الأمويين كمزرعة خاصة بخلفائهم على مر العصور إلى أن قام جند العباسيين بحرقها ولذلك سُميت بجمرايا لتجمرها بالنيران آنذاك ولكن لخصوبة أرضها وتعدد ينابيعها عادة جنة من جنان ريف دمشق كما كان لأهلها دور بارز في مكافحة الاستعمار الفرنسي ودعم حركات المقاومة خلال نفس الحقبة. وقد تغنى بها الشعراء على مر العصور إلى عصرنا الحالي حيث امتدحها أحمد شوقي ببعض قصائده وأوردتها غادة السمان في بعض كتبها وذكرياتها.

### غارات عام 2013
شنت طائرات تعود لسلاح الجو الإسرائيلي غارة على مركز بحوث جمرايا بتاريخ 31 كانون الثاني عام 2013 وشنت طائرات إسرائيلية غارات أخرى بتاريخ 5 مايو عام 2013.